# L'amore più bello
L'amore più bello é um filme italiano dirigido por Glauco Pellegrini e lançado em 1958.